# Krab śnieżny
Krab śnieżny (Chionoecetes opilio) – gatunek skorupiaka z rzędu dziesięcionogów.

## Występowanie
Północno-zachodni Ocean Atlantycki od Grenlandii do zatoki Maine u wybrzeży Ameryki Północnej, północny Ocean Spokojny, Morze Beringa, Ocean Arktyczny i Morze Japońskie.
Zasiedla dno piaszczyste i muliste w wodach o temperaturze od -1 do 5 °C, na głębokościach od 20 do 1200 m p.p.m.

## Budowa
Głowotułów szeroki, silnie spłaszczony, pokryty twardym karapaksem. Głowotułów samców ma kształt czworokąta (zbliżony do trapezu), u samic jest zaokrąglony. Samce są znacznie większe od samic. Karapaks dorosłych samców osiąga długość do 15 cm, rozpiętość odnóży do 90 cm, masa ciała do 1,35 kg. Samice osiągają odpowiednio 9,5 cm, 38 cm i 0,45 kg.

## Pokarm
Żywią się glonami, mięczakami i mniejszymi skorupiakami.

## Znaczenie gospodarcze
Kraby śnieżne są poławiane gospodarczo od lat 60. XX wieku. W 1982 złowiono 47 000 t. W latach 90. XX w. odławiano kilkanaście tysięcy ton rocznie, a od roku 2000 połowy tego gatunku wzrosły do 100 tys. ton rocznie.

## Podgatunki
- C. opilio opilio
- C. opilio elongatus – Morze Japońskie